# Ulf Ekman
Ulf Ekman (8 de dezembro de 1950) é um ex-pastor carismático e fundador da organização Livets Ord (Palavra de Vida) na Suécia, que trouxe o movimento Palavra de Fé para aquele país. Ekman agora é católico. Ekman é casado com Birgitta Ekman e tem 4 filhos, Aron, Jonathan Ekman [sv], Samuel e Benjamin.
Durante o seu culto dominical em 3 de março de 2013, Ekman informou a assembleia de uma grande mudança - ele, seu fundador e pastor por 30 anos, renunciaria em maio e seria sucedido por Joakim Lundqvist, o até então pastor de jovens do congregação.
Em 9 de março de 2014, Ekman anunciou que ele e sua esposa estavam deixando Livets Ord com a intenção de ingressar na Igreja Católica. O casal descreveu a separação como sobretudo amigável, e Ekman explicou a sua decisão num longo sermão, alegando o apelo de Jesus, em 1 Coríntios 1:10, à unidade entre os cristãos, bem como à crescente e mais entusiástica proximidade teológica com a doutrina católica – incluindo durante uma longa estadia em Israel, onde o casal fixou residência no início dos anos 2000 – como principais motivos. A dura condenação anterior da Igreja Católica tornou a decisão controversa tanto entre a comunidade cristã como no debate nacional, onde a imagem incendiária de Ekman foi debatida durante décadas.